# Последовательность де Брёйна
Последовательность де Брёйна — циклический порядок {\displaystyle a_{1},\;\ldots ,\;a_{t}}, элементы которого принадлежат заданному конечному множеству (обычно рассматривают множество {\displaystyle \{0,\;1,\;\ldots ,\;k-1\}}), такой, что все его подпоследовательности {\displaystyle a_{i+1},\;\ldots ,\;a_{i+n}} заданной длины {\displaystyle n} различны.
Часто рассматриваются периодические последовательности с периодом {\displaystyle T}, содержащие {\displaystyle T} различных подпоследовательностей {\displaystyle a_{i+1},\;\ldots ,\;a_{i+n}}, — то есть такие периодические последовательности, в которых любой отрезок длины {\displaystyle T+n-1} является последовательностью де Брёйна с теми же параметрами {\displaystyle n} и {\displaystyle k}.
Циклы названы по имени голландского математика Николаса де Брёйна, изучившего их в 1946 году, хотя они изучались и ранее.

## Свойства
Очевидно, что длина (период) такого цикла не может превосходить {\displaystyle k^{n}} — числа́ всех различных векторов длины {\displaystyle n} с элементами из {\displaystyle \{0,\;1,\;\ldots ,\;k-1\}}; несложно доказать, что эта оценка достигается. Циклы этой максимально возможной длины обычно называют циклами де Брёйна (впрочем, иногда этот термин применяют и к циклам меньшей длины).
При {\displaystyle k=2} существуют такие циклы де Брёйна с длиной, на единицу меньшей максимума, которые выражаются линейными рекуррентными соотношениями порядка {\displaystyle n}: так, при {\displaystyle n=3} соотношение {\displaystyle x_{n}=x_{n-2}+x_{n-3}{\pmod {2}}} порождает последовательности с периодом 7, например 0010111001011100… (цикл де Брёйна 0010111). На основе таких последовательностей построен, в частности, циклический избыточный код CRC32 (EDB88320).

## Примеры
Примеры циклов де Брёйна для {\displaystyle k=2} с периодом 2, 4, 8, 16:
- 01 (содержит подпоследовательности 0 и 1)
- 0011 (содержит подпоследовательности 00, 01, 11, 10)
- 00010111 (000, 001, 010, 101, 011, 111, 110, 100)
- 0000100110101111

## Количество циклов де Брёйна
Количество циклов де Брёйна с параметрами {\displaystyle n} и {\displaystyle k} есть {\displaystyle k!^{k^{(n-1)}}/k^{n}} (частный случай теоремы де Брёйна — BEST-теорема, названная по фамилиям де Брёйна, Татьяны Эренфест, Седрика Смита и Уильяма Татта).

## Граф де Брёйна
Существует удобная интерпретация последовательностей и циклов де Брёйна, основанная на так называемом графе де Брёйна — ориентированном графе с {\displaystyle k^{n}} вершинами, соответствующими {\displaystyle k^{n}} различных наборов длины {\displaystyle n} с элементами из {\displaystyle \{0,\;1,\;\ldots ,\;k-1\}}, в котором из вершины {\displaystyle (x_{1},\;\ldots ,\;x_{n})} в вершину {\displaystyle (y_{1},\;\ldots ,\;y_{n})} ребро ведёт в том и только том случае, когда {\displaystyle x_{i}=y_{i-1}} ({\displaystyle i=2,\;\ldots ,\;n}); при этом самому ребру можно сопоставить набор длины {\displaystyle n+1}: {\displaystyle (x_{1},\;\ldots ,\;x_{n},\;y_{n})=(x_{1},\;y_{1},\;\ldots ,\;y_{n})}. Для такого графа не проходящие дважды через одно и то же ребро эйлеровы пути (эйлеровы циклы) соответствуют последовательности (циклу) де Брёйна с параметрами {\displaystyle n+1} и {\displaystyle k}, а не проходящие дважды через одну и ту же вершину гамильтоновы пути (гамильтоновы циклы) — последовательности (циклу) де Брёйна с параметрами {\displaystyle n} и {\displaystyle k}.
Граф де Брёйна широко применяется в биоинформатике в задачах сборки генома.